# Catalogus Plantarum in Horto Botanico Bogoriensi Cultarum Alter
Catalogus Plantarum in Horto Botanico Bogoriensi Cultarum Alter (abreviado Cat. Hort. Bot. Bogor.) es un libro con ilustraciones y descripciones botánicas que fue escrito por el explorador, botánico y traductor neerlandés Justus Carl Hasskarl y publicado en Yakarta en el año 1844.